# 納瓦荷山
納瓦荷山（英語：Navajo Mountain）是美國猶他州聖胡安縣的一座山峰，海拔10,348英尺 (3,154公尺)。其南側延伸到亞利桑那州的科科尼諾縣。納瓦荷山在三個當地美洲原住民部落的傳統中佔有重要地位。其山頂是納瓦荷國的最高點。